# Scythris skulei
Scythris skulei is een vlinder uit de familie dikkopmotten (Scythrididae). De wetenschappelijke naam is voor het eerst geldig gepubliceerd in 1997 door Bengtsson.
De soort komt voor in Europa.